# Senjan
Senjān (farsi سنجان‎) è una città dello shahrestān di Arak, circoscrizione Centrale, nella provincia di Markazi in Iran. Aveva, nel 2006, una popolazione di 10.592 abitanti.